# Liste der Flughäfen in Äthiopien
Dies ist die Übersicht aller Flughäfen in Äthiopien. Äthiopien ist ein Binnenstaat im Nordosten von Afrika und grenzt im Süden an Kenia, im Westen an den Südsudan und den Sudan, im Norden an Eritrea und Dschibuti und im Osten an Somalia.

## Addis Abeba
| Ort         | ICAO-Code | IATA-Code | Name des Flughafens     |
| ----------- | --------- | --------- | ----------------------- |
| Addis Abeba | HAAB      | ADD       | Flughafen Addis Abeba   |
| Addis-Abeba | HAAL      | FLK       | Militärflughafen Lideta |

## Amhara
| Ort            | ICAO-Code | IATA-Code | Name des Flughafens    |
| -------------- | --------- | --------- | ---------------------- |
| Bahir Dar      | HABD      | BJR       | Flughafen Bahir Dar    |
| Debre Tabor    | HADT      | DBT       | Flughafen Debre Tabor  |
| Debre Markos   | HADM      | DBM       | Flughafen Debre Markos |
| Dese/Kombolcha | HADC      | DSE       | Flughafen Kombolcha    |
| Gonder         | HAGN      | GDQ       | Flughafen Gonder       |
| Lalibela       | HALL      | LLI       | Flughafen Lalibela     |
| Mekane Selam   | HAMA      | MKS       | Flughafen Mekane Salam |
| Metemma        | HAMM      | ETE       | Flughafen Metemma      |

## Benishangul-Gumuz
| Ort   | ICAO-Code | IATA-Code | Name des Flughafens |
| ----- | --------- | --------- | ------------------- |
| Asosa | HASO      | ASO       | Flughafen Asosa     |

## Dire Dawa
| Ort       | ICAO-Code | IATA-Code | Name des Flughafens                                 |
| --------- | --------- | --------- | --------------------------------------------------- |
| Dire Dawa | HADR      | DIR       | Internationaler Flughafen Aba Tenna Dejazmach Yilma |

## Gambela
| Ort     | ICAO-Code | IATA-Code | Name des Flughafens |
| ------- | --------- | --------- | ------------------- |
| Gambela | HAGM      | GMB       | Flughafen Gambela   |

## Oromia
| Ort         | ICAO-Code | IATA-Code | Name des Flughafens   |
| ----------- | --------- | --------- | --------------------- |
| Adaba       | HAAD      |           | Flughafen Adaba       |
| Assela      |           | ALK       | Flughafen Assela      |
| Beica       | HABE      | BEI       | Flughafen Beica       |
| Debre Zeyit | HAHM      | QHR       | Flughafen Debre Zeyit |
| Dembidolo   | HADD      | DEM       | Flughafen Dembidolo   |
| Fincha      | HAFN      | FNH       | Flughafen Fincha      |
| Ginir       | HAGH      | GNN       | Flughafen Ginir       |
| Goba        | HAGB      | GOB       | Flughafen Goba        |
| Gore        | HAGR      | GOR       | Flugplatz Gore        |
| Jimma       | HAJM      | JIM       | Flughafen Jimma       |
| Masslo      | HAML      | MZX       | Flughafen Masslo      |
| Mena        |           | MZX       | Flughafen Mena        |
| Mendi       | HAMN      | NDM       | Flughafen Mendi       |
| Nejo        | HANJ      | NEJ       | Flughafen Nejo        |
| Nekemte     | HANK      | NEK       | Flughafen Nekemte     |
| Shakiso     | HASK      | SKR       | Flughafen Shakiso     |

## Region der südlichen Nationen, Nationalitäten und Völker
| Ort          | ICAO-Code | IATA-Code | Name des Flughafens    |
| ------------ | --------- | --------- | ---------------------- |
| Arba Minch   | HAAM      | AMH       | Flughafen Arba Minch   |
| Awassa       | HALA      | AWA       | Flughafen Awasa        |
| Bako/Jinka   | HABC      | BCO       | Flughafen Baco         |
| Bulchi       | HABU      | BCY       | Flughafen Bulchi       |
| Maji         | HAMJ      |           | Flughafen Tume         |
| Mizan Teferi | HAMT      | MTF       | Flughafen Mizan Teferi |
| Mui          |           | MUJ       | Flughafen Mui          |
| Soddo        | HASD      | SXU       | Flughafen Soddo        |
| Tippi        | HATP      | TIE       | Flughafen Tippi        |
| Waca         | HAWC      | WAC       | Flugplatz Waca         |

## Somali
| Ort         | ICAO-Code | IATA-Code | Name des Flughafens   |
| ----------- | --------- | --------- | --------------------- |
| Jijiga      | HAJJ      | JIJ       | Flughafen Jijiga      |
| Gode        | HAGO      | GDE       | Flughafen Gode        |
| Imi         | HAIM      |           | Flughafen Imi         |
| Kebri Dehar | HAKD      | ABK       | Flughafen Kebri Dehar |
| Kalafo      | HAKL      | LFO       | Flughafen Kalafo      |
| Shilabo     |           | HIL       | Flughafen Shilabo     |

## Tigray
| Ort     | ICAO-Code | IATA-Code | Name des Flughafens |
| ------- | --------- | --------- | ------------------- |
| Aksum   | HAAX      | AXU       | Flughafen Aksum     |
| Dansha  | HADA      |           | Flughafen Dansha    |
| Humera  | HAHU      | HUE       | Flughafen Humera    |
| Mek’ele | HAMK      | MQX       | Flughafen Alula Aba |
| Shire   |           | SHC       | Flughafen Shire     |